# SPAD S.XIII
O SPAD S.XIII foi um avião de caça francês utilizado na Primeira Guerra Mundial, desenvolvido pela Société Pour L'Aviation et ses Dérivés (SPAD). 
Equipado com um possante motor em V refrigerado a água recém desenvolvido embora não fosse tão manobrável quanto o Nieuport era mais rápido e podia mergulhar quase na vertical sem o risco de perder sua asas. Seu maior rival era o Fokker D.VII. Sua alta velocidade de pouso tornava a aterrissagem arriscada para os pilotos novatos mas em voo era uma excelente plataforma de tiro.